# Metrodora (medica)
Metrodora (in greco antico: Μητροδώρα?, Metrodóra; fl. III-IV secolo a.C.) è stata una medica e scrittrice greca antica vissuta tra il II e il IV secolo, la prima donna la cui opera a noi è giunta a scrivere di medicina.

## Biografia
Metrodora fu l'autrice di più di un'opera medica ma solamente una è giunta a noi, intitolata Sulle malattie femminili del ventre (in greco antico: Περὶ τῶν γυναικείων παθῶν τῆς μἠτρας?, Perì tôn gynaikeíon pathôn tês metras), formata di sette sezioni e sessantatré capitoli; elemento interessante del trattato è il fatto che l'autrice, diversamente dai suoi predecessori, non si concentra sull'opera a lei antecedente come modello, ma piuttosto cerca elementi di novità nella materia, portando contributi originali.
Alcune traduzioni latine del trattato di Metrodora circolarono in età medievale e moderna sotto il nome della regina egizia Cleopatra, fino al XVI secolo. Metrodora è inoltre una delle 999 donne storiche presenti sull'Heritage floor dell'installazione artistica The Dinner Party, realizzata dall'artista femminista statunitense Judy Chicago tra il 1974 e il 1979 e attualmente esposta al Brooklyn Museum di New York City.